# Mont Kitami
Le mont Kitami (北見富士, Kitami fuji) est une montagne culminant à 1 306 m d'altitude dans les monts Kitami en Hokkaidō au Japon. Ce sommet marque la limite entre les villes de Takinoue, Monbetsu et Engaru. La Tatsuushi-gawa prend sa source sur la montagne.